# 103 (число)
Вижте пояснителната страница за други значения на 103.
103 (сто и три) е просто, естествено, цяло число, следващо 102 и предхождащо 104.
Сто и три с арабски цифри се записва „103“, а с римски цифри – „CIII“. Числото 103 е съставено от три цифри от позиционните бройни системи – 1 (едно), 0 (нула) и 3 (три).

## Общи сведения
- 103 е нечетно число.
- 103 е атомният номер на елемента лоуренсий.
- 103-тият ден от годината е 13 април.
- 103 е година от Новата ера.